# Gmina Erin (Iowa)

Położenie Gminy Erin w hrabstwie Hancock

Gmina Erin (ang. Erin Township) – gmina w USA, w stanie Iowa, w hrabstwie Hancock. Według danych z 2000 roku gmina miała 218 mieszkańców, a jej powierzchnia wynosi 94,19 km².